# Monte Redoubt (Alaska)
Il Monte Redoubt o Vulcano Redoubt è uno stratovulcano attivo e il più alto rilievo della penisola di Alaska, negli Stati Uniti; sorge a 180 km sud-ovest da Anchorage.

## Attività eruttive
Il vulcano ha conosciuto varie eruzioni recenti: nel 1881, 1902, 1966 e ancora nel 1989 quando la colonna di ceneri raggiunse un'altitudine di 14 000 metri e la ricaduta delle stesse coprì una superficie di 20 000 km². Questa eruzione è famosa anche perché fu la prima eruzione predetta con precisione dai geologi.
Il 30 gennaio 2009 l'Alaska Volcano Observatory ha annunciato una nuova ed imminente eruzione e il 22 marzo successivo alle 22.30 ora locale si è prodotta una prima forte eruzione esplosiva a cui hanno fatto seguito altre cinque nelle ore successive. L'allarme delle autorità locali è stato portato al livello più alto. La colonna di ceneri si è alzata fino oltre i 15 000 metri di altezza. Il traffico aereo nella regione è stato bloccato, si sono temute colate di fango importanti, in quanto l'intera montagna era coperta da uno spesso manto nevoso, che a contatto con le ceneri incandescenti si scioglie all'istante.